# 菊池温泉
菊池温泉（きくちおんせん）は、熊本県菊池市の中心部、隈府一帯にある温泉。泉質は弱アルカリ性で肌によいため「化粧の湯」と呼ばれる。湯量が豊富。

## 泉質
- アルカリ性単純温泉
  - 源泉温度45℃。

柔らかくヌルヌルすべすべとした肌触り。良質で肌に吸いつくような濃厚な湯で、美肌効果があると言われる。そのことから「乙女の肌」ともいわれる。

## 温泉街
約40軒の旅館が存在する。
温泉街では「周湯券」という湯巡手形を発行しており、1000円で3カ所の温泉を楽しむことができる。
歓楽街的要素が強いことで知られ、従来は男性客、団体客がコンパニオンを呼ぶ宴会型の温泉地であった。そのため最近の女性客、個人・家族客中心の保養型志向の流れの中で伸び悩み、宿泊客数は平成元年の約44万人をピークに減少を続けている。
そこで地元では、女将が中心となって「おしどり夫婦の里」づくりを進め、「わいふ（隈府、ワイフ＝妻）の湯」「美肌の湯」をうち出すなど方向転換とイメージアップをはかっている。
また歴史的街並みを保存しようと住民が景観形成協定を結び、景観整備に取り組んでいる。隈府の町中を流れている築地井手を一部復元した水辺空間や、しゃれた店舗等も少しずつ整備されてきている。街路灯にも菊池一族の並び鷹の羽の紋章や菊池千本槍をイメージした斬新なデザインのものが設置されるなど、歴史的町並みづくりへの取組みも進められている。

## 歴史
隣の山鹿温泉が古くから知られているのと比べると歴史は浅く、開湯は1954年（昭和29年）である。熊本市の奥座敷として栄えた。
2006（平成18）年11月には、菊池川流域の玉名温泉、山鹿温泉、植木温泉の3温泉地とともに「菊池川温泉郷づくり協議会」を発足させ、「菊池川温泉郷」ブランド化を目指して共通商品や広域観光ルートの開発などに取り組んでいくことになった。

## アクセス
- 熊本桜町バスターミナルより熊本電鉄バス菊池温泉ゆきに乗車し終点「菊池温泉・市民広場前」下車。
- JR九州豊肥本線肥後大津駅より九州産交バス山鹿温泉ゆきに乗車し「菊池温泉・市民広場前」下車。
- 九州自動車道植木インターチェンジより14㎞。